# Sophie-Véronique Cauchefer-Choplin
Sophie-Véronique Cauchefer-Choplin, é uma proeminente acadêmica, organista, pianista, e musicista francesa. Considerada uma das maiores improvisadoras de órgão da história.

## Biografia
Cauchefer-Choplin, nasceu em Nogent-le-Rotrou, França. Ela cresceu em uma família de músicos, onde recebeu instrução de piano quando criança. Após concluir os cursos de piano, órgão (Gérard Letellier) e harmonia na Escola Nacional de Música de Le Mans, ingressou no Conservatório Nacional Superior de Música de Paris, onde estudou o órgão com Rolande Falcinelli. Ela recebeu os primeiros prêmios em órgão, improvisação, harmonia, fuga e contraponto (nas aulas de Jean Lemaire, Michel Merlet e Jean-Claude Henry). Seu sucesso acadêmico foi recompensado em 1980 com um prêmio do Ministério da Cultura francês.

## Carreira como Organista
Foi nomeada titular do Grand Orgue de Saint Jean-Baptiste de la Salle em Paris em 1983. Em 1985, ela acrescentou o cargo de co-titular do Grand Orgue de Saint Sulpice Paris com Daniel Roth. Em 1990, após um ensino avançado de Loïc Mallié, ela se tornou a primeira mulher a ganhar o segundo prêmio de improvisação no Concurso Internacional de Improvisação de Órgãos de Chartres.
Tem uma extensa carreira internacional, tendo dado recitais em todo o mundo em mais de 30 países: toca regularmente nos EUA. Desde 1998, ministra master classes de improvisação (Dallas, Chicago, Nova York, Washington, Minneapolis, Tóquio, Hong Kong, Cingapura, Melbourne, Sydney, etc. e em muitos lugares franceses), além de ter liderado cursos de improvisação de órgãos. (Biarritz, Londres). Desde setembro de 2008, ela é professora de órgão no Colégio Real de Música de Londres. Ela é regularmente convidada como juíza em competições nacionais e internacionais de órgãos (Convenção Nacional AGO - Chicago 2006, Biarritz 2007, Angers 2008, Competição Internacional Chartres 2008, Competição Karl Nielsen Odense 2011, Convenção Nacional AGO - Nashville 2012, Longwood Gardens 2013).